# Lobophytum variatum
Lobophytum variatum är en korallart som beskrevs av Tixier-Durivault 1957. Lobophytum variatum ingår i släktet Lobophytum och familjen läderkoraller. Inga underarter finns listade i Catalogue of Life.